# 500
500（五百、ごひゃく、いお）は自然数、また整数において、499の次で501の前の数である。

## 性質
- 500は合成数であり、約数は 1, 2, 4, 5, 10, 20, 25, 50, 100, 125, 250, 500 である。
  - 約数の和は1092。
    - 121番目の過剰数である。1つ前は498、次は504。
- 128番目のハーシャッド数である。1つ前は486、次は504。
  - 5を基とする7番目のハーシャッド数である。1つ前は410、次は1040。
- 1/500 = 0.002
  - 逆数が有限小数になる23番目の数である。1つ前は400、次は512。(オンライン整数列大辞典の数列 A003592)
  - 割合では0.2%, 2.0‰, 2000ppmと等しい。
- 約数の和が500になる数は1個ある。(499) 約数の和1個で表せる96番目の数である。1つ前は496、次は508。
- 各位の和が5になる21番目の数である。1つ前は410、次は1004。
- 各位の平方和が平方数になる51番目の数である。1つ前は488、次は600。(オンライン整数列大辞典の数列 A175396)
- 500 = 22 × 53
  - 2つの異なる素因数の積で p3 × q2 の形で表せる5番目の数である。1つ前は392、次は675。(オンライン整数列大辞典の数列 A143610)
    - 7番目のアキレス数である。1つ前は432、次は648。

  - 500 = 4 × 53
    - n = 5 のときの 4n3 の値とみたとき1つ前は256、次は864。(オンライン整数列大辞典の数列 A033430)
    - 500 = 53 + 53 + 53 + 53
      - 4つの正の数の立方数の和で表せる126番目の数である。1つ前は498、次は503。(オンライン整数列大辞典の数列 A003327)

  - 500 = 5 × 102
    - n = 10 のときの 5n2 の値とみたとき1つ前は405、次は605。(オンライン整数列大辞典の数列 A033429)
    - n = 5 のときの 100n の値とみたとき1つ前は400、次は600。(オンライン整数列大辞典の数列 A044332)
- 500 = 42 + 222 = 102 + 202
  - 異なる2つの平方数の和で表せる150番目の数である。1つ前は493、次は505。(オンライン整数列大辞典の数列 A004431)
  - 2つの平方数の和2通りで表せる29番目の数である。1つ前は493、次は505。
- 500 = 62 + 82 + 202 = 102 + 122 + 162
  - 3つの平方数の和2通りで表せる118番目の数である。1つ前は499、次は522。(オンライン整数列大辞典の数列 A025322)
  - 異なる3つの平方数の和2通りで表せる98番目の数である。1つ前は493、次は507。(オンライン整数列大辞典の数列 A025340)
- n = 500 のとき n と n + 1 を並べた数を作ると素数になる。n と n + 1 を並べた数が素数になる63番目の数である。1つ前は482、次は506。(オンライン整数列大辞典の数列 A030457)
- 500 = 222 + (4 + 8 + 4)
  - n = 22 のときの n2 とその各位の和との和とみたとき1つ前は450、次は545。(オンライン整数列大辞典の数列 A171613)

## その他 500 に関連すること
- 500の接頭辞：quingenti,quincenti（ラテン語）
- 現在の日本の流通硬貨の最高額は500円である。五百円硬貨発行前は五百円紙幣が発行されていた。
- 500はローマ数字では D で表される。
- ドイツなどでは、1 ポンド（メートルポンド）は 500 グラムである。
- フォード・ファイブハンドレッドは主に北米で生産・販売されている乗用車。
- フィアット・500（フィアット・チンクエチェント、ファイブハンドレッド）/500L/500Xは、イタリアのフィアットが製造している乗用車。
- フェラーリ・500F2はフェラーリのフォーミュラ2カー。
- マツダ・ユーノス500はマツダが生産していた乗用車。
- レクサス・LC500はトヨタが製造している乗用車。
- インディ500は走行距離500マイルを争う世界三大レースの1つ。
- HTTPプロトコルにおいては「Internal Server Error」を示すステータスコード。
- 五百川は、福島県郡山市、本宮市を流れる河川。
- 五百羅漢は、仏陀に常に付き添った500人の弟子、また第一回結集に集まった500人の弟子。
  - 五百羅漢駅は、伊豆箱根鉄道大雄山線の駅。
- 呂号第五百潜水艦（呂500）は、日本の潜水艦。
- 500本塁打クラブは、MLBにおいて通算500本塁打以上を打った選手の集団。
- 500系または500形を称する鉄道車両
- 五百小竹（イホササ→ゆざさ） - 東京都世田谷区大原
- マーズ500は、ロシアの火星有人飛行プロジェクト。
- ファイブハンドレッドは、トランプゲームのひとつ。
- 500px

## 501 から 599 までの整数

### 501 から 520
501 = 3 × 167、最初の18個の素数の和
502 = 2 × 251
503 : 素数、オイラー素数、安全素数、陳素数、3つの連続した素数の和 (163 + 167 + 173)、4つの連続した素数の3乗の和(23 + 33 + 53 + 73)
504 = 23 × 32 × 7、トリボナッチ数、ハーシャッド数
505 = 5 × 101、7セグメントディスプレイでの表示で点対称な数である。
506 = 2 × 11 × 23、楔数、四角錐数、矩形数、ハーシャッド数
507 = 3 × 132 = 220 + 221 + 222
508 = 22 × 127、4つの連続した素数の和 (113 + 127 + 131 + 137)
509 : 素数、ソフィー・ジェルマン素数、陳素数、509 = 122 + 132 + 142
510 = 2 × 3 × 5 × 17、ハーシャッド数、ノントーティエント、8つの連続した素数の和 (47 + 53 + 59 + 61 + 67 + 71 + 73 + 79)、10個の連続した素数の和 (31 + 37 + 43 + 47 + 53 + 59 + 61 + 67 + 71)、12個の連続した素数の和 (19 + 23 + 29 + 31 + 37 + 43 + 47 + 53 + 59 + 61 + 67)
511 = 7 × 73、ハーシャッド数
512 = 29 = 83、ハーシャッド数
513 = 33 × 19、ハーシャッド数、3連続整数の9乗和 09 + 19 + 29
514 = 2 × 257 = 13 + 13 + 83 、中心つき三角数、ノントーティエント
515 = 5 × 103、9つの連続した素数の和 (41 + 43 + 47 + 53 + 59 + 61 + 67 + 71 + 73)、五・一五事件
516 = 22 × 3 × 43、ハーシャッド数、ノントーティエント
517 = 11 × 47、スミス数、5つの連続した素数の和 (97 + 101 + 103 + 107 + 109)
518 = 2 × 7 × 37 = 51 + 12 + 83、楔数、ハーシャッド数、ノントーティエント
519 = 3 × 173、3つの連続した素数の和 (167 + 173 + 179)
520 = 23 × 5 × 13

### 521 から 540
521 : 素数、陳素数、双子素数(521, 523)
522 = 2 × 32 × 29、ハーシャッド数、6つの連続した素数の和 (73 + 79 + 83 + 89 + 97 + 101)
523 : 素数、双子素数(521, 523)、7つの連続した素数の和 (61 + 67 + 71 + 73 + 79 + 83 + 89)
524 = 22 × 131
525 = 3 × 52 × 7、7セグメントディスプレイでの表示で点対称な数である。
526 = 2 × 263、中心つき五角数、スミス数、ノントーティエント
527 = 17 × 31
528 = 24 × 3 × 11、三角数
529 = 232、中心つき八角数
530 = 2 × 5 × 53 = 6 + 28 + 496、楔数、ノントーティエント
531 = 32 × 59、ハーシャッド数
532 = 22 × 7 × 19、五角数、ノントーティエント
533 = 13 × 41、3つの連続した素数の和 (173 + 179 + 181)、5つの連続した素数の和 (101 + 103 + 107 + 109 + 113)
534 = 2 × 3 × 89、楔数、ノントーティエント、4つの連続した素数の和 (127 + 131 + 137 + 139)
535 = 5 × 107、スミス数、e2πの近似値
536 = 23 × 67
537 = 3 × 179
538 = 2 × 269、ノントーティエント
539 = 72 × 11
540 = 22 × 33 × 5、七角数、十角数、ハーシャッド数

### 541 から 560
541 : 100番目の素数、陳素数、六芒星数、幸運数
542 = 2 × 271、ノントーティエント
543 = 3 × 181 = (4!)2 − (3!)2 + (2!)2 − (1!)2
544 = 25 × 17 = 28 + 11 + 22 + 33 + 44 = 29 + 11 + 22 + 33 = 25 × (24 + 1)
545 = 5 × 109、中心つき四角数
546 = 2 × 3 × 7 × 13 = 2 × (162 + 16 + 1) = 666(9)、8つの連続した素数の和 (53 + 59 + 61 + 67 + 71 + 73 + 79 + 83)、阪神・淡路大震災の発生時刻のHHMMである。東日本大震災の発生時刻の協定世界時刻でもある。
547 : 素数、オイラー素数、中心つき六角数、中心つき七角数
548 = 22 × 137、ノントーティエント
549 = 32 × 61
550 = 2 × 52 × 11、ハーシャッド数、原始擬似完全数、五角錐数、ノントーティエント
551 = 19 × 29、中心つき十角数、3つの連続した素数の和 (179 + 181 + 191)
552 = 23 × 3 × 23、矩形数、ハーシャッド数、6つの連続した素数の和 (79 + 83 + 89 + 97 + 101 + 103)、10個の連続した素数の和 (37 + 43 + 47 + 53 + 59 + 61 + 67 + 71 + 73)
553 = 7 × 79、9つの連続した素数の和 (43 + 47 + 53 + 59 + 61 + 67 + 71 + 73 + 79)、553 = 230 + 231 + 232、90n + 13（n は 0 以上の整数）の形では最小の合成数
554 = 2 × 277、ノントーティエント
555 = 3 × 5 × 37、楔数、ハーシャッド数、7セグメントディスプレイでの表示で点対称な数である。
556 = 22 × 139、4つの連続した素数の和 (131 + 137 + 139 + 149)
557 : 素数、陳素数
558 = 2 × 32 × 31、ハーシャッド数、ノントーティエント
559 = 13 × 43、九角数、5つの連続した素数の和 (103 + 107 + 109 + 113 + 127)、7つの連続した素数の和 (67 + 71 + 73 + 79 + 83 + 89 + 97)
560 = 24 × 5 × 7、八角数、三角錐数

### 561 から 580
561 = 3 × 11 × 17、楔数、三角数、六角数、カーマイケル数
562 = 2 × 281、スミス数、12個の連続した素数の和 (23 + 29 + 31 + 37 + 41 + 43 + 47 + 53 + 59 + 61 + 67 + 71).
563 : 素数、安全素数、陳素数、ウィルソン素数
564 = 22 × 3 × 47、双子素数の和(281 + 283)
565 = 5 × 113、3つの連続した素数の和 (181 + 191 + 193)
566 = 2 × 283、ノントーティエント、566 (ユニット)
567 = 34 × 7 = 61 + 72 + 83
568 = 23 × 71、最初の19個の素数の和
569 : 素数、陳素数、双子素数(569, 571)
570 = 2 × 3 × 5 × 19
571 : 素数、陳素数、双子素数(569, 571)、中心つき三角数
572 = 22 × 11 × 13、原始擬似完全数、ノントーティエント
573 = 3 × 191
574 = 2 × 7 × 41、楔数、ノントーティエント 14×41＝574。2つの数の積で表したとき、回文数でない数とその数を逆に並べた数との積で表せる（ただし逆に並べたとき先頭が0になる数も除く）3番目の数。1つ手前は403、次は736。
575 = 52 × 23
576 = 26 × 32 = 242、ハーシャッド数、スミス数、高度トーティエント数、4つの連続した素数の和 (137 + 139 + 149 + 151)
577 = 83 + 82 + 1 、素数、陳素数、幸運数
578 = 2 × 172、ノントーティエント
579 = 3 × 193
580 = 22 × 5 × 29、6つの連続した素数の和 (83 + 89 + 97 + 101 + 103 + 107)

### 581 から 599
581 = 7 × 83、3つの連続した素数の和 (191 + 193 + 197)
582 = 2 × 3 × 97、楔数、ノントーティエント、8つの連続した素数の和 (59 + 61 + 67 + 71 + 73 + 79 + 83 + 89)
583 = 11 × 53、国鉄583系電車
584 = 23 × 73、584 = 81 + 82 + 83
 585 = 32 × 5 × 13 = 80 + 81 + 82 + 83 = 13 + 23 + 43 + 83 、7セグメントディスプレイでの表示で点対称な数である、585 × 10−2 = 5.85 は e + π の数字列である。(オンライン整数列大辞典の数列 A059742)
586 = 2 × 293
587 : 素数、安全素数、陳素数、5つの連続した素数の和 (107 + 109 + 113 + 127 + 131)
588 = 22 × 3 × 72、ハーシャッド数、スミス数
589 = 19 × 31、3つの連続した素数の和 (193 + 197 + 199)
590 = 2 × 5 × 59、楔数、五角数、ノントーティエント
591 = 3 × 197
592 = 24 × 37、ハーシャッド数
593 = 92 + 29 、素数、オイラー素数、ソフィー・ジェルマン素数、レイランド素数、7つの連続した素数の和 (71 + 73 + 79 + 83 + 89 + 97 + 101)、9つの連続した素数の和 (47 + 53 + 59 + 61 + 67 + 71 + 73 + 79 + 83)
594 = 2 × 33 × 11、ハーシャッド数、ノントーティエント、10個の連続した素数の和 (41 + 43 + 47 + 53 + 59 + 61 + 67 + 71 + 73 + 79)
595 = 5 × 7 × 17、楔数、三角数、中心つき九角数
596 = 22 × 149、ノントーティエント、4つの連続した素数の和 (139 + 149 + 151 + 157)
597 = 3 × 199
598 = 2 × 13 × 23 = 51 + 92 + 83
599 : 素数、陳素数、双子素数(599, 601)